# Grifo
Grifo (n. 726– d. 753) a fost fiul ilegitim a lui Charles Martel, un conducător important a Francilor.
După moartea lui Charles Martel, pretendenții la tron erau Grifo și fii legitimi, Pippin al III-lea și Carloman. Grifo a fost însă prins și închis într-o mănăstire de frații săi.
Când scapă din mănăstire, în 747, primește sprijin din partea ducelui Odilo de Bavaria. Odilo moare însă anul următor, iar Grifo încearcă să devină el însuși conducător al Bavariei. Pippin, devenit între timp conducător al francilor, invadează Bavaria și îl instalează la conducere pe Tassilo al III-lea (fiul lui Odilo), sub suzeranitate francă. Grifo își continuă rebeliunea, însă moare în bătălia de la Saint-Jean de Maurienne, în 753.
1. 1 2 3 4 5 6 7 8  La Préhistoire des Capétiens[*], p. 177-178 Verificați valoarea |titlelink= (ajutor)
2. ↑  Grifóne, Enciclopedia Sapere
3. ↑  „Grifo”, Gemeinsame Normdatei, accesat în 31 decembrie 2014
4. ↑  La Préhistoire des Capétiens[*], p. 355 Verificați valoarea |titlelink= (ajutor)
5. ↑  La Préhistoire des Capétiens[*], p. 179-181 Verificați valoarea |titlelink= (ajutor)
6. ↑  La Préhistoire des Capétiens[*], p. 181-185 Verificați valoarea |titlelink= (ajutor)
7. 1 2  La Préhistoire des Capétiens[*], p. 173 Verificați valoarea |titlelink= (ajutor)
8. ↑  La Préhistoire des Capétiens[*], p. 173-176 Verificați valoarea |titlelink= (ajutor)